# Mallikarjun Mansur
Mallikarjun Mansur (canarés: ಮಲ್ಲಿಕಾರ್ಜುನ ಮನ್ಸೂರ್; devanagari: मल्लिकार्जुन मन्सूर) (Dharwad, 1 de enero de 1911-12 de septiembre de 1992), fue un cantante de música indostánica indio. Fue decano de la Gharana Jaipur-Atrauli, dedicado al estilo musical conocido como khyal.
Originario de Dharwad (Karnataka), acompañó a su hermano en el teatro por primera vez antes de ser descubierto por Nilkanth Bua de Miraj, perteneciente a la asociación de la Gharana Gwalior. Aunque sus principales gurús fueron Manji Khan y Khan Burji, hijo de Ustad Khan Alladiya.
Mansur se hizo famoso por su conocimiento en la música al igual que otros famosos como Nat Shuddh, Jogiya Asa, Hem Nat, Lachchhasakh, khat y Todi Bahaduri, por su habilidad para improvisar las modulaciones rítmicas.
Él siguió siendo muy humilde y discreto a lo largo de su vida. Tuvo que lidiar con varios giros del destino de su familia, incluyendo la muerte de su madre y la lejanía humana y musical de su único hijo.
Ha recibido numerosos premios y escribió una autobiografía por Rasayatre Nanna (ನನ್ನ ರಸಯಾತ್ರೆ) en canarés, traducida al inglés como "Mi viaje en la música", por su hijo Rajshekhar Mansur.